# Horní Kruty
Horní Kruty è un comune della Repubblica Ceca facente parte del distretto di Kolín, in Boemia Centrale.